# Maki Moguilevsky
Magdalena Moguilevsky Hojean (Buenos Aires, Argentina, 25 de febrero de 1974), conocida artísticamente como Maki Soler, es una presentadora y actriz de televisión argentina radicada en México.

## Biografía
Maki nació en Buenos Aires, Argentina, sin embargo desde joven se mudó a la Ciudad de México y entró a estudiar actuación, es egresada del Centro de Educación Artística (CEA) de Televisa. En 2000 realiza su debut en la televisión mexicana con la telenovela de corte juvenil DKDA: Sueños de juventud en el papel de "Sandra". 
Sin embargo es recordada por su papel de "Tania", la antagonista principal de la telenovela El juego de la vida, donde estelarizó la producción junto a los actores Valentino Lanús, Sara Maldonado, Ana Layevska y Patricio Borghetti.
El 20 de diciembre de 2003, contrajo matrimonio con el también actor argentino Juan Soler, en una ceremonia privada en Acapulco, México. Tras dar a luz a sus hijas Mía y Azul abandonó su carrera artística para dedicarse a la maternidad. Sobre su retiro después de contraer matrimonio Maki comentó en la revista "Quién" de 2010 lo siguiente:

"Llevo ocho años sin trabajar. Yo lo decidí. Se juntaron varios factores, como el hecho de darnos cuenta que realmente no necesitábamos más de lo que teníamos para vivir. Uno puede ser ambicioso, pero nosotros somos muy tranquilos en ese aspecto. Y si hay la opción de disfrutar a los hijos, debemos hacerlo". (2003-presente)
Maki

Esporádicamente ha realizado participaciones especiales, en 2006 participó en la serie de televisión mexicana Amor mío. Sin embargo en 2013 regresó a las telenovelas con Santa diabla de la cadena Telemundo.
En octubre de 2010, posó con ropa interior para la revista de caballeros H, indicando que se sentía en el mejor momento de su vida, tanto física como sentimentalmente.
Finalmente en 2018 disolvió su matrimonio con Juan Soler. 

## Trayectoria

### Telenovelas
- DKDA: Sueños de juventud (1999-2000) - Sandra
- Carita de ángel (2000) - Samantha
- Amigas y rivales (2001) - Alejandra
- El juego de la vida (2001-2002) - Tania Vidal
- Santa diabla (2013-2014) - Alicia Cano "La diabla"
- Sangre de mi tierra (2017-2018) - Doris Anderson

### Programas
- Cuéntamelo ya (2021-2024) - Conductora

### Series
- Amor mío (2006) - Karla
- Masters of Horror (2007) - Recepcionista

### Filmografía
- Mi novio es bakala (corto) (1999) - Banderillera